# Liste der Kulturdenkmäler in Buchholz (Westerwald)
In der Liste der Kulturdenkmäler in Buchholz (Westerwald) sind alle Kulturdenkmäler der rheinland-pfälzischen Ortsgemeinde Buchholz (Westerwald) einschließlich der Ortsteile Jungeroth, Kölsch-Büllesbach, Krautscheid, Krummenast, Muß, Oberscheid und Seifen aufgeführt. Grundlage ist die Denkmalliste des Landes Rheinland-Pfalz (Stand: 9. Februar 2023).

## Einzeldenkmäler
| Bezeichnung              | Lage                                                                          | Baujahr                           | Beschreibung                                                                         | Bild                           |
| ------------------------ | ----------------------------------------------------------------------------- | --------------------------------- | ------------------------------------------------------------------------------------ | ------------------------------ |
| Kirchturm                | Buchholz, Hauptstraße Lage                                                    | 1863                              | dreigeschossiger Turm der gotisierenden Hallenkirche St. Pantaleon, 1863             | weitere Bilder Fotos hochladen |
| Wohnhaus                 | Buchholz, Hauptstraße 40 Lage                                                 | Mitte des 19. Jahrhunderts        | Fachwerkhaus einer Hofanlage, teilweise verputzt, Mitte des 19. Jahrhunderts         | BW                             |
| Quereinhaus              | Buchholz, Hauptstraße 112 Lage                                                | 18. Jahrhundert                   | Fachwerk-Quereinhaus mit Niederlass, teilweise massiv, 18. Jahrhundert               | BW                             |
| Wegekreuz                | Buchholz, Mühlenweg, bei Nr. 8 Lage                                           | 1886                              | Wegekreuz, bezeichnet 1886                                                           | BW                             |
| Wegekreuz                | Jungeroth, Schmiedgasse, bei Nr. 1 Lage                                       | 18. oder 19. Jahrhundert          | Wegekreuz, Holz, 18. oder 19. Jahrhundert                                            | weitere Bilder Fotos hochladen |
| Wegekreuz                | Kölsch-Büllesbach, Heckenstraße, gegenüber Nr. 17 Lage                        | Ende des 19. Jahrhunderts         | Wegekreuz, Sandstein, Ende des 19. Jahrhunderts                                      | weitere Bilder Fotos hochladen |
| Wohnhaus                 | Kölsch-Büllesbach, Heideweg 9 Lage                                            | erste Hälfte des 19. Jahrhunderts | Fachwerkhaus, erste Hälfte des 19. Jahrhunderts                                      | Fotos hochladen                |
| Quereinhaus              | Kölsch-Büllesbach, Hennefer Straße 18 Lage                                    | 17. bis 19. Jahrhundert           | langgestrecktes Fachwerk-Quereinhaus, 17. bis 19. Jahrhundert                        | Fotos hochladen                |
| Grenzstein               | Kölsch-Büllesbach, nordöstlich des Ortes an der B 8 (bei Stotterheck) Lage    |                                   | Grenzstein, vierseitiger Block                                                       | Fotos hochladen                |
| Wegekreuz                | Kölsch-Büllesbach, südwestlich des Ortes an der K 56 (bei Wertenbruch 4) Lage | 1839                              | Wegekreuz; Holz, mit kleiner Nische und Darstellung der Wundmale, angeblich von 1839 | weitere Bilder Fotos hochladen |
| Hofanlage                | Krautscheid, Im Wallroth 6 Lage                                               | frühes 19. Jahrhundert            | Kleinbäuerliches Einfirsthaus mit Niederlass, Fachwerk, frühes 19. Jahrhundert       | BW                             |
| Wohnhaus                 | Krummenast, Nr. 12 Lage                                                       | 17. Jahrhundert                   | Fachwerkhaus mit (jüngerem) Niederlass, teilweise massiv, 17. Jahrhundert            | BW                             |
| Wegekreuz                | Krummenast, bei Nr. 14 Lage                                                   | 1726                              | Wegekreuz, Sandstein, bezeichnet 1726                                                | BW                             |
| Wegekreuz                | Muß, bei Nr. 8 Lage                                                           | 1891                              | Wegekreuz, bezeichnet 1891                                                           | BW                             |
| Wegekreuz                | Oberscheid, Barger Weg, bei Nr. 4 Lage                                        | 1815                              | Wegekreuz, bezeichnet 1815                                                           | BW                             |
| Katholische Filialkirche | Oberscheid, Bonner Straße, zwischen Nr. 26 und 30 Lage                        | 1857                              | einachsiger Saalbau, bezeichnet 1857                                                 | Fotos hochladen                |
| Wohnhaus                 | Oberscheid, Im Winkel 4 Lage                                                  | 18. Jahrhundert                   | zweizoniger Fachwerk-Wohnteil einer Hofanlage, teilweise verkleidet, 18. Jahrhundert | BW                             |
| Quereinhaus              | Seifen, Bergerhof 3 Lage                                                      | 18. Jahrhundert                   | kleines ehemaliges Fachwerk-Quereinhaus, teilweise massiv, 18. Jahrhundert           | BW                             |
| Wegekreuz                | Seifen, Luisenstraße, gegenüber Nr. 5 Lage                                    | 18. oder 19. Jahrhundert          | Wegekreuz, Holz, 18. oder 19. Jahrhundert (vor 1893)                                 | BW                             |